# Плотко, Игорь Владимирович
Игорь Владимирович Плотко (укр. Ігор Володимирович Плотко; род. 9 июня 1966, Днепропетровск) — советский и украинский футболист, который играл на позиции полузащитника. Выступал, в частности за «Днепр» (Днепропетровск), «Волынь» (Луцк), «Карпаты» (Львов), «Торпедо» и «Металлург» (оба — Запорожье).

## Биография
Играл в командах: «Днепр» (Днепропетровск), «Колос» (Никополь), «Волынь» (Луцк), «Карпаты» (Львов), «Торпедо» (Запорожье), «Металлург» (Запорожье), «Кривбасс» (Кривой Рог), «Металлург» (Мариуполь) и «Полиграфтехника» (Александрия).
Автор первого гола «Волыни» в чемпионатах независимой Украины.
В его честь назван символический «Клуб Игоря Плотко» для футболистов, которые сыграли по меньшей мере за 8 команд чемпионата Украины.